# Chiesa di Santo Spirito e Gallo
La chiesa di Santo Spirito e Gallo è una chiesa sconsacrata di Pavia, in Lombardia.

## Storia e descrizione
La chiesa fu costruita fuori porta Santa Maria alle Pertiche per volontà di Gian Galeazzo nel 1395 a risarcimento della chiesa di San Gallo fatta demolire dal padre Galeazzo II per fare spazio alla costruzione del castello. La chiesa era stata dotata come collegiata, con prevosto e canonici, nel testamento del 1397, Gian Galeazzo dispose che la chiesa da lui appena iniziata venisse completata e dotata degli edifici all'abitazione del prevosto e di dodici presbiteri ai quali assegnava una reddita annua. Quando, tra il 1417 e il 1418, i benedettini della congregazione di Santa Giustina di Padova sostituirono i canonici, trovarono i lavori di costruzione ancora in corso, e avviarono un’importante fase edilizia. Nel 1440 i monaci ottennero dalla loro congregazione il permesso per un rilevante ampliamento, consistente nella costruzione di un dormitorio e altri locali annessi. Un consistente contributo al monastero di Santo Spirito venne nel 1450 dall'eredità del nobile Giovannantonio Astolfi, cui seguirono consistenti lascite testamentari di altri nobili pavesi, come Corradino Menapace Bottigella e Ludovico Beccaria. Francesco Sforza dimostrò il suo favore nei confronti della congregazione concedendo nel 1451 ai monaci la completa esenzione fiscale relativa ai beni acquisiti grazie all'eredità Astolfi. Nuovi privilegi furono concessi da Bona di Savoia, Galeazzo Maria Sforza e Ludovico il Moro. All'inizio del Cinquecento il complesso di Santo Spirito ha ormai una configurazione di prestigio, con giardini, chiostri, numerosi locali adatti per ospiti di un certo riguardo e una biblioteca. Il monastero subì danneggiamenti durante l’assedio precedente alla battaglia di Pavia, durante il quale dovette ospitare i mercenari svizzeri al soldo del re di Francia. Nel Cinquecento si compirono altre opere, in particolare nel 1540 fu realizzato un piccolo chiostro su colonne. Il monastero aveva quattro cortili: due rustici e due civili porticati e coltivati a giardino. Durante l’assedio del 1655 da parte dei francesi il monastero fu nuovamente zona di guerra e subì danneggiamenti. La chiesa era dotata di sei cappelle laterali chiuse da altrettante cancellate e ospitava i sepolcri di molti aristocratici pavesi. Nel 1687 papa Innocenzo XI rinnovò alla chiesa il privilegio delle indulgenze per i sette altari. Nel 1734 il complesso venne, temporaneamente, occupato dai francesi. Nel 1799 il monastero venne soppresso e la chiesa e i chiostri passarono al Ministero della Guerra, divenendo magazzino militare. A partire dal 1813 vennero demolite la chiesa e gran parte del monastero. I corpi rimasti, come il dormitorio doppio, ospitarono scuole e la sede del comune dei Corpi Santi a partire dal 1873. Dopo che il comune dei Corpi Santi fu inglobato nel comune di Pavia nel 1883, l’edificio quindi ospitò un canile, la sede di un comitato di quartiere e un circolo culturale. Nel 2011 l’area fu oggetto di indagini archeologiche. I pochi resti di un importante apparato decorativo sono conservati nella porzione superstite del dormitorio doppio. Al piano superiore, un affresco di pregevole fattura con raffigurata la Vergine in trono col bambino, affiancata da due benedettini, opera realizzata tra Quattro e Cinquecento, forse per mano di Bernardino Lanzani. Alla stessa epoca risalgono i cotti, come il grande arco in testata est, con formelle riproducenti vasi, palmette stilizzate che sovrapposte vanno a costituire la candelabra delle paraste. Altrettanto raffinati sono i decori della fascia in cotto sotto la gronda: ai dentelli si appoggiano ovuli di gusto classico e quindi eleganti mensole a foglia d’acanto. Nel 1982 presso l’antica chiesa fu realizzata la nuova parrocchia di Santo Spirito, dove si conserva la pietra di fondazione dell’edificio visconteo.

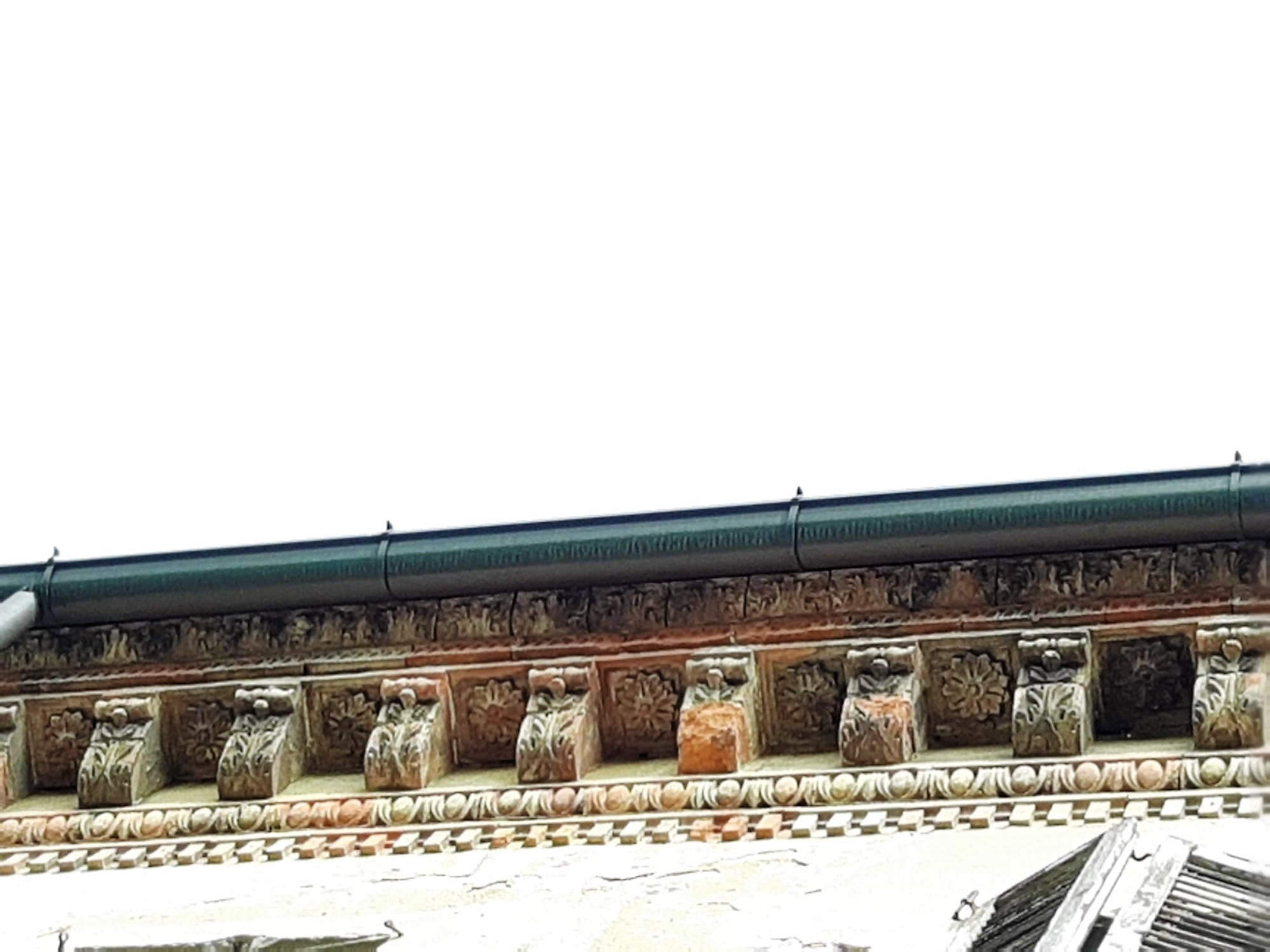
I decori in cotto della gronda (XV- XVI secolo)
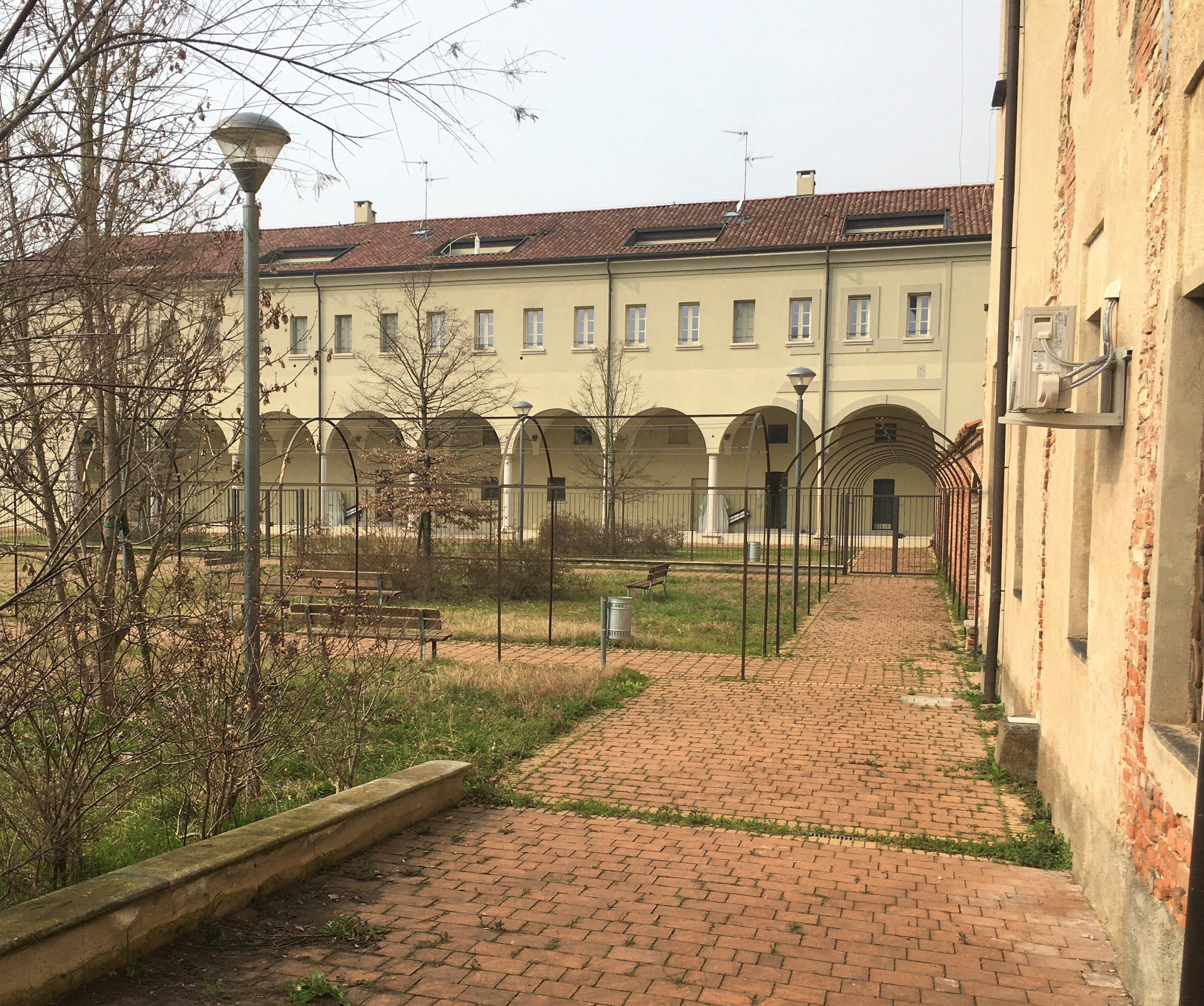
I resti del chiostro.
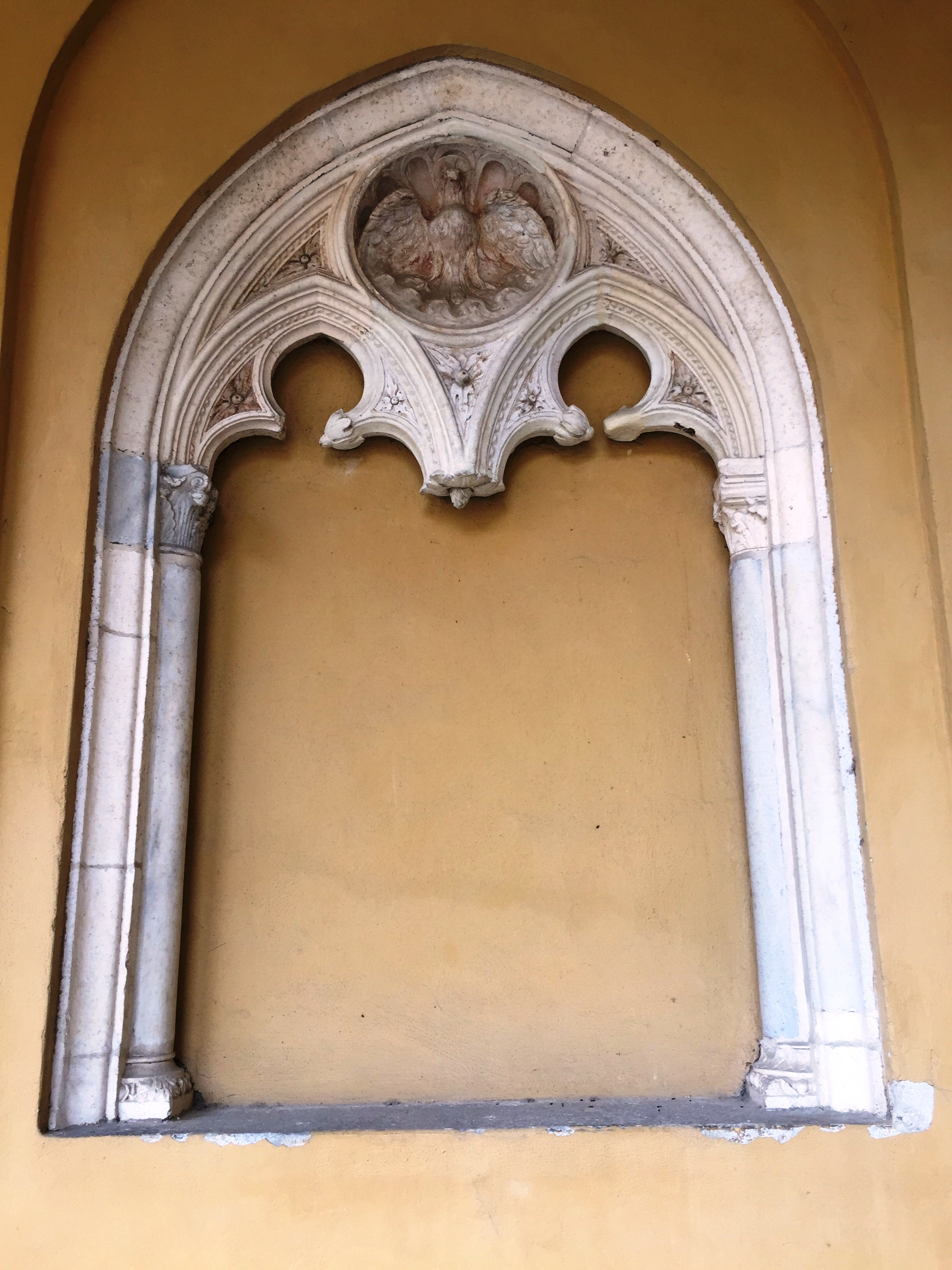
Monofora, XV secolo, proveniente dalla Chiesa di Santo Spirito e Gallo, Pavia, Palazzo Centrale dell'Università